# Ufford (Suffolk)
Ufford – wieś w Anglii, w hrabstwie Suffolk, w dystrykcie East Suffolk. Leży 16 km na północny wschód od miasta Ipswich i 123 km na północny wschód od Londynu. Miejscowość liczy 808 mieszkańców.